# 8e régiment d'infanterie (États-Unis)
Pour les articles homonymes, voir 8e régiment d'infanterie.
Le 8e régiment d'infanterie des États-Unis , surnommé Fighting Eagles, est un régiment de l'armée américaine créé en 1838.